# Tobler Ceel
Tobler Ceel a Csillagok háborúja elképzelt univerzumának egyik szereplője.

## Leírása
Tobler Ceel a gungan fajba és az otolla rasszba tartozó férfi tábornok. A lilával foltozott fehér bőrén nincsen szőrzet. Szemszíne sárga. Szemei nyúlványokon helyezkednek el. A szája fölött levő bőrnyúlványok bajuszt alkotnak.

## Élete
Tobler tábornok szülőbolygója a mocsaras Naboo. Ő a Gungan Nagy Hadsereg vezető tisztjeként szolgált a füves puszták csatája idején. Csakis Boss Rugor Nassra hallgatott, és kénytelen volt felvenni hadseregébe Jar Jar Binkset, mint a tüzérség egyik vezérét. Félve, hogy Jar Jar a csata során mindenkinek az útjába kerül, olyan helyre nevezte ki, ahol aligha akadt tennivalója.
A tábornok fel akarta tartóztatni a Kereskedelmi Szövetség droid hadseregét addig, amíg Padmé Amidala és a nabooi haderők el nem foglalják Theed fővárost. Habár Tobler Ceel hadserege nagyon sok gunganból állt, kénytelen volt visszavonulni, és hadseregét többé nem tudta újraszervezni. Az életét megmentette a Bravo Squadron, amikor is ők szétlőtték a Lucrehulk-class Droid Control Shipet, amely a droidokat működtette.

## Megjelenése filmekben, videójátékokban, könyvekben
Tobler Ceelt a „Baljós árnyak” című filmben láthatjuk, azonban olvashatunk róla a „Star Wars Galactic Battlegrounds” videójáték kódexében és a „Star Wars Episode I: The Phantom Menace” című regényben is.

## Fordítás
- Ez a szócikk részben vagy egészben a Tobler Ceel című Wookieepedia-szócikk fordítása. Az eredeti cikk szerkesztőit annak laptörténete sorolja fel.